# 共融
共融或團契（希臘語：κοινωνία，羅馬化：Koinonia，源于字根ξύν，旧约 Lev6:2  בתשׂומת （字根שׂים）七十士译本译作此字；英語： 或 ），是基督教對伙伴關係的信仰概念，源自《圣经》的“相交”一词，意思为相互交往、分享和建立关系，是指神与人之间、以及神與基督徒之间的亲密关系。「团契」在現代中文常用作新教特定聚会的名称，其旨在增进基督徒和慕道友共同追求信仰的信心和相互分享、帮助的集体情谊。因而广义的团契也可指教会和其它形式的基督徒聚会。团契生活是基督徒最基本的和非常重要的教会生活，所以团契也称基督徒团契。天主教會則多譯做「共融」，特別用來指在基督內聯合在一起的行為與活動。

## 圣经中的团契
中文和合本圣经中没有“团契”这个词，其在英文圣经中对应的词通常为“fellowship”。在旧约圣经中，fellowship offerings（如英文NIV版圣经）就是平安祭，其特点是祭物人人都要吃，上帝也与人共同分享。平安祭是一种上帝与人相交的聚餐，所以也称“相交祭”或“团契祭”。
新约圣经原文（希腊文）的“κοινωνία”一词，在和合本圣经中对应的翻译为交接、得分、相通、感动、交通、一同等有共同分享、相交的意思的词语。和合本圣经中出现过很多“相交”，例如：
- 那藉着律例架弄残害，在位上行奸恶的，岂能与你相交吗？（诗94:20）
  - 英文：Shall the throne of iniquity have fellowship with thee, which frameth mischief by a law? (Psalms 94:20)
- 我们将所看见、所听见的传给你们，使你们与我们相交。我们乃是与父并他儿子耶稣基督相交的。（约一1:3） 
  - 英文：We proclaim to you what we have seen and heard, so that you also may have fellowship with us. And our fellowship is with the Father and with his Son, Jesus Christ.（1 John 1:3）

这个希腊词也出现在以下主题经文：
- 神性（彼后1:4）；
- 神（约一1:6）；
- 神子耶稣（林前1:9）；
- 祂受的苦（腓3:10；彼前4:13）；
- 祂将来的荣耀（彼前5:1）；
- 圣灵（林后13:14；腓2:1）；
- 基督的血和身体（林前10:16）；
- 外邦人的祭物和诸神（林前10:18,20）；
- 使徒以及他们的患难和信心（徒2:42；加2:9；约一1:7；来10:33；启1:9；门6,17）；
- 属灵的恩惠之源（罗11:17）；
- 福音（林前9:23）；
- 光明和黑暗（林后6:14）；
- 他人受的苦和安慰（林后1:7；腓4:14）；
- 他们的传福音工作（腓1:5）；
- 他们的恩典和特权（罗15:27；腓1:7）；
- 帮补他们的物质需要（罗12:13,15:26-27；林后8:4,9:13；加6:6；腓4:15；提前6:18；来13:16）；
- 他人所行的罪恶（太23:30；弗5:11；提前5:22；约二1:11；启18:4）；
- 属肉体的人性是相同的（来2:14）；
- 持久或虔诚的同工（路5:10；林后8:23）。

此外在中文旧约圣经，“团契”也可以指“谈话”：
- 我们素常彼此谈论，以为甘甜，我们与群众在　神的殿中同行。（诗55:14）
  - 英文：with whom I once enjoyed sweet fellowship as we walked with the throng at the house of God.（Psalms 55:14）

## 團契譯名由來
「團契」一詞是燕京大學劉廷芳教授創造的名詞。他說由於中文創造抽象名詞不容易，造了也很難使用，而fellowship是非常重要的名詞，故此他在1925年燕大的一次演講中懸了賞格，徵求滿意的中譯。半年後他再增加賞格，然而一直無人回應，於是他提出自己擬譯的「團契」一詞試用，自言「並不十二分滿意」。後來他意外地發現「團契」一詞，在中國各地教會得到廣泛採用。他指注意到「團」字有「聚而凝結」的意思，如江淹詩句「團團霜露色」；而「契」字可表契約、合同、或「神合」，也就是意志相合的意思。他覺得這兩字連合起來後，包含了英文和希臘文名詞的主要意義。

## 团契聚会
团契聚会是狭义的，也是最普遍的团契。教会除了星期天的主日崇拜聚会外，按群体性质又有分别的聚会，即可称为团契聚会。几乎每间教会都会有团契聚会。圣经中强调基督徒不可以停止聚会：你们不可停止聚会，好像那些停止惯了的人（来10:25）。
初期教会团契聚会的形式为擘饼（吃爱筵和圣餐）及祷告。现在团契聚会的主要内容有祷告、诗歌敬拜、查经、分享、互相代求和聚餐等。
团契通常冠以组织、年龄、地域、语言和职业等带有群体性质的名字或以圣经人物为名。如：某某教会团契、青年团契、校园团契、华语团契、护士团契、夫妻团契、约书亚团契等。

## 附註
1. ↑  .   [2013-05-06]. （原始内容存档于2013-10-19）.
2. ↑  劉廷芳. . 中華基督教會全國總會公報 (上海). 民國20年1月, (第三卷第一期): 頁610––618.